# Abonis
Abonis est un village du Cameroun situé dans le département du Haut-Nyong et la région de l'Est.
Il fait partie de la commune d'Angossas.

## Population
En 1966-1967, on y a dénombré 218 personnes.
Lors du recensement du 2005, Abonis comptait 391 habitants.

## Infrastructure
Selon le plan communal de développement d’Angossas (2012), à la suite d'une faible production agricole à Abonis, une mise en place de pépinières communales de cacao, café, palmier à huile et bananier plantain est planifiée.
La construction de deux puits / forages d’eau potable ainsi que de quatre aménagements de sources ont également été envisagés, afin de faciliter l'accès à l'eau portable.

## Actions de développement
En 2020, l’ONG ASD Cameroun met en œuvre le projet « Autonomisation des femmes pour une gestion durable des forêts » dans le cadre de l'initiative « genre et gestion durable des forêts du bassin du Congo » du programme Maîtrise des outils de gestion de l'environnement pour le développement (MOGED) de l'Institut de la francophonie pour le développement durable (IFDD).